# Antarctonemertes varvarae
Antarctonemertes varvarae är en djurart som tillhör fylumet slemmaskar, och som beskrevs av Chernyshev 1999. Antarctonemertes varvarae ingår i släktet Antarctonemertes och familjen Tetrastemmatidae. Inga underarter finns listade i Catalogue of Life.